# Paranthrenini
Paranthrenini zijn een geslachtengroep van de wespvlinders (Sesiidae). 

## Taxonomie
Bij de tribus zijn de volgende geslachten ingedeeld:
- Nokona Matsumura 1931
- Taikona Arita & Gorbunov, 2001
- Scoliokona Kallies & Arita, 1998
- Rubukona Fischer, 2007
- Adixoa Hampson, 1893
- Pramila Moore, 1879
- Vitacea Engelhardt, 1946
- Phlogothauma Butler, 1882
- Paranthrene Hübner, 1819
- Pseudosesia Felder, 1861
- Albuna Edwards, 1881
- Euhagena Edwards, 1881
- Sincara Walker, 1856
- Tirista Walker, 1865
- Thyranthrene Hampson, 1919
- Sura Walker, 1856